# 林有美
林 有美（はやし ゆうび、1832年〔天保3年〕 - 1862年〔文久2年〕8月）は、江戸時代の囲碁棋士で、家元林家の十二世林柏栄門入跡目、六段。旧名は高鹽慶治。御城碁では6局を勤めた。
慶治は桂司とも書き、有二の名もある。13歳で林家門人となる。門下中では風采温雅にして技量の伴えるとして、安政3年（1856年）に柏栄跡目に定められ、有美と改める。同年より御城碁に出仕し、翌安政4年に五段。文久になって六段に進み、本因坊秀策も先二の手合ながら「有美近頃上達」と記している。文久元年（1861年）最後の御城碁で、お好みで秀策と先番で対戦して中押負したのが秀策御城碁19連勝目となった。文久2年に31歳で死去、花柳病によるとされている。
嘉永元年（1848年）に同門の山夾珍平と三劫の碁がある。

## 御城碁戦績
- 1856年（安政3年）先番10目勝 安井算知 (俊哲)
- 1857年（安政4年）二子5目勝 本因坊秀和
- 1858年（安政5年）先番2目負 伊藤松和
- 1860年（万延元年）先番4目負 本因坊秀策
- 1861年（文久元年）先番中押負 阪口仙得
- 同年 先番中押負 本因坊秀策